# Hatrið mun sigra
"Hatrið Mun sigra" (dansk: Had vil sejre) er en techno/punk-rock sang  af det islandske band Hatari. Sangen vandt Söngvakeppnin 2019 og repræsenterede Island ved Eurovision Song Contest 2019 i Tel Aviv, Israel.